# 幻想ソナタ (スクリャービン)
『幻想ソナタ』（げんそうソナタ、Sonata-Fantaisie in G-sharp minor）嬰ト短調は、アレクサンドル・スクリャービンが1886年に作曲したピアノソナタ。作曲時のスクリャービンは14歳で、ニコライ・ズヴェーレフの下で研鑽を積んでいた時期であった。曲は当時彼が思いを寄せていたナターリア・セケリーナへ贈られている。本作には傾倒のあまり彼が枕の下に楽譜を忍ばせるほどであったショパンの影響が顕著に表れている。

## 楽曲構成
曲はアンダンテの序奏によって開始する（譜例1）。ここではショパンの影響が色濃く滲んでいる。
譜例1
速度を上げてソナタ形式の主部へ入る（譜例2）。結尾部分の進行には、この作品の後からスクリャービンが精力的に生み出すことになるマズルカ様の楽想が用いられている。
譜例2
終わりには序奏部の中途で示されるエピソードが回想され、曲は静かに閉じられる。